# Бирзешть (Арад)
Бирзешть, Бирзешті (рум. Bârzești) — село у повіті Арад в Румунії. Входить до складу комуни Аркіш.
Село розташоване на відстані 383 км на північний захід від Бухареста, 71 км на північний схід від Арада, 116 км на захід від Клуж-Напоки, 106 км на північний схід від Тімішоари.

## Населення
За даними перепису населення 2002 року у селі проживали 183 особи, усі — румуни. Рідною мовою 182 особи (99,5%) назвали румунську.